# Nordwalde
Nordwalde is een plaats en gemeente in de Duitse deelstaat Noordrijn-Westfalen, gelegen in de Kreis Steinfurt. Nordwalde telt 9.683 inwoners (31 december 2020) op een oppervlakte van 51,28 km².

## Indeling van de gemeente

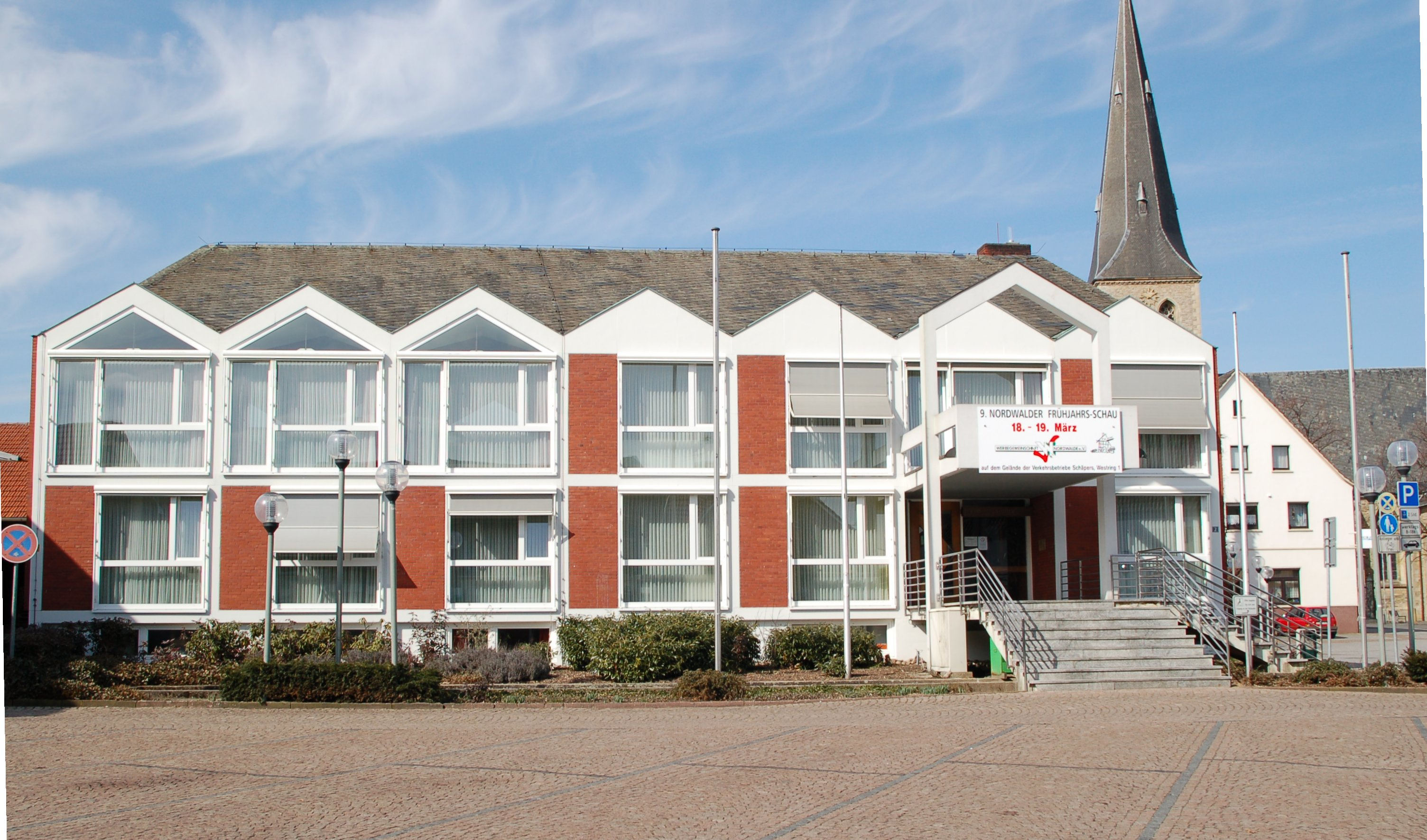
Gemeentehuis (in 2020 gesloopt)

De gemeente bestaat uit de volgende dorpen en gehuchten:
- Nordwalde
- Feldbauerschaft
- Kirchbauerschaft
- Scheddebrock
- Suttorf
- Westerode

## Ligging, infrastructuur

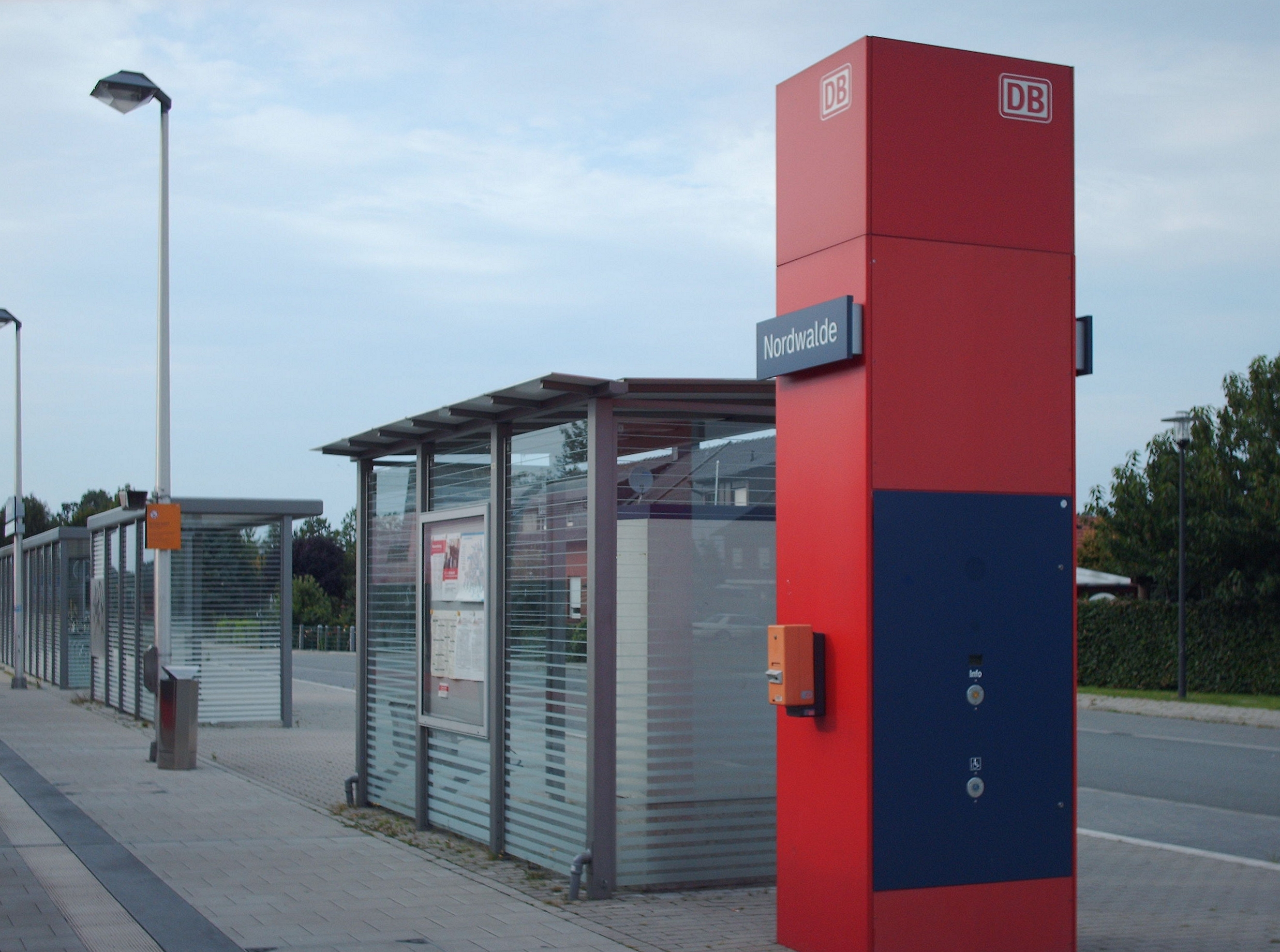
Station

Nordwalde ligt ten zuidoosten van Borghorst, gem. Steinfurt en ten noordwesten van Altenberge. Iets verder weg in noordoostelijke, resp. oostelijke richting liggen Emsdetten en Greven.
De Bundesstraße 54 loopt enkele kilometers ten westen van het dorp langs. Evenwijdig aan deze B 54 loopt de spoorlijn Münster - Glanerbeek, waaraan, direct ten westen van het dorp het kleine spoorwegstation ligt. In beide richtingen stopt hier ieder uur een stoptrein.

## Economie

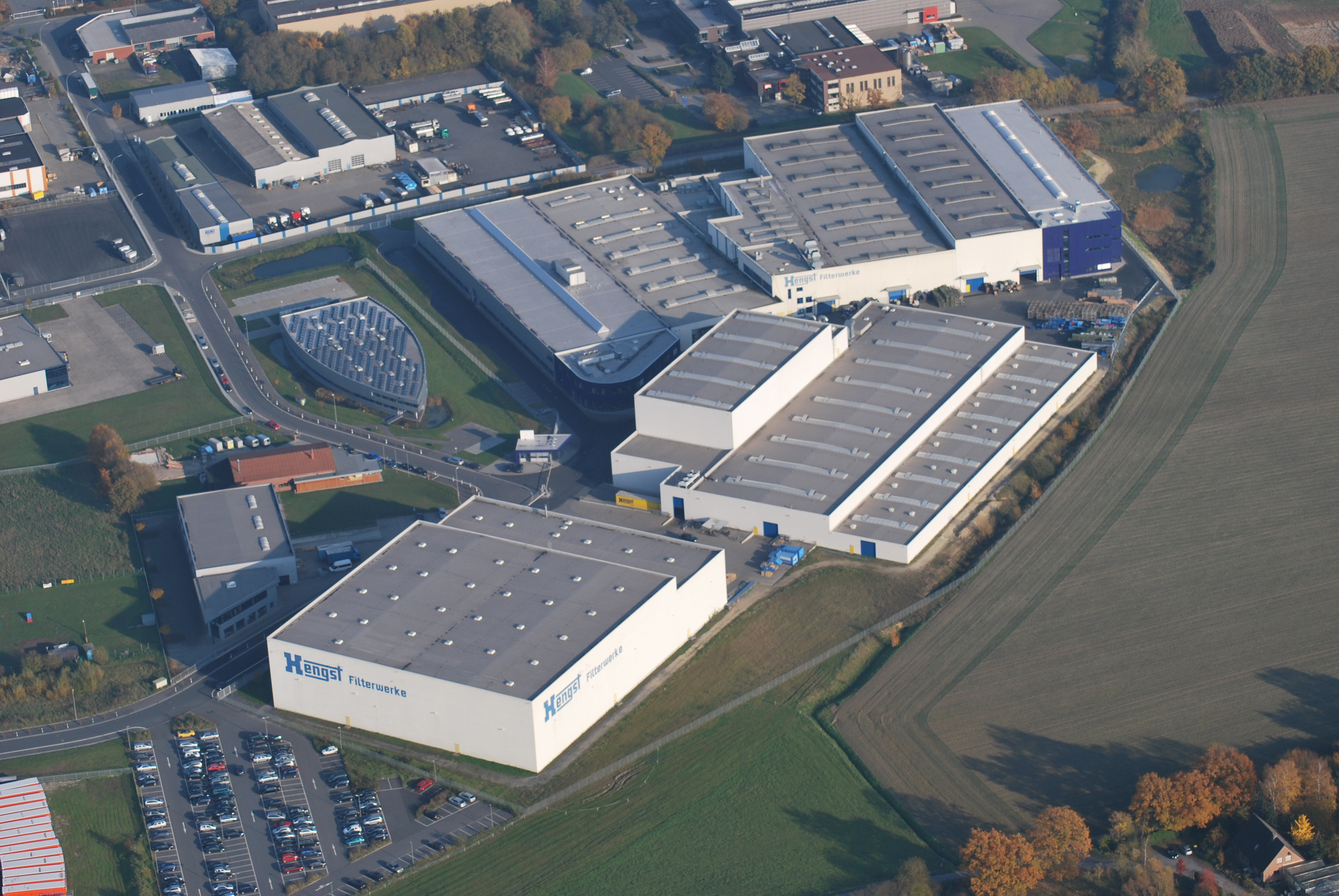
Hengst filterfabriek

De grootste onderneming in Nordwalde is een fabriek van de te Münster gevestigde firma Hengst, met enige honderden werknemers. Er worden filtersystemen, o.a. voor in auto's en airco-apparaten, gemaakt.
Het dorp ligt in het vanwege het fietstoerisme bekende Münsterland. De landbouw is in het dorp nog steeds  van niet geringe betekenis.
Ten westen van het station, aan een weg, die het dorp en het station met de B 54 verbindt, ligt een groot bedrijventerrein voor lokaal midden- en kleinbedrijf.

## Geschiedenis
Nordwalde, dat in 1151 voor het eerst in een document wordt vermeld,  heeft tot aan de Napoleontische tijd steeds de historische lotgevallen van het Amt Wolbeck binnen het Prinsbisdom Münster gedeeld. De bisschop liet voor zijn vazallen in het dorp een kasteelachtig huis, de Bispinghof (Bisschopshof) bouwen. De schouten namens de bisschop bestuurden van hier uit Nordwalde en omgeving. Zij oefenden ook namens de bisschop de rechtspraak uit, vandaar het gerechtszwaard in het gemeentewapen. Nordwalde werd in de Tachtigjarige Oorlog in 1590 een half jaar lang door de Spanjaarden bezet en uitgeplunderd. Het dorp had ook veel te lijden in de Dertigjarige Oorlog (1618-1648) en de Zevenjarige Oorlog (1756-1763). Na de Tweede Wereldoorlog vestigden zich veel Heimatvertriebene, uit o.a. Silezië verdreven Duitsers, in het dorp. Onder hen waren veel protestanten. De Bispinghof diende sindsdien als luthers kindertehuis. De voormalige tiendschuur van de Bispinghof werd in 1952  tot evangelisch-luthers kerkgebouw verbouwd.
Vanaf de tweede helft van de 19e eeuw was er te Nordwalde textielindustrie van betekenis. De laatste fabriek sloot pas in 2006.
Sedert 2010 wil een grote oliemaatschappij bij Nordwalde naar aardgas gaan boren. Felle protesten van de bevolking hiertegen zijn anno 2019 tot dusver succesvol geweest.

## Bezienswaardigheden, recreatie
- Fietstoerisme in het Münsterland, waar de gemeente toe behoort
- De rooms-katholieke St.-Dionysiuskerk in Nordwalde dateert oorspronkelijk van omstreeks 1500. In 1815 stortte de kerktoren in. De vervangende toren werd in 1894 door brand verwoest en daarna door de huidige toren vervangen. De kerk onderging in de 19e en 20e eeuw talrijke verbouwingen en restauraties. Het in 2000 nieuw gebouwde kerkorgel met een orgelkast uit 1711 wordt als monumentaal beschouwd.
- De omgrachte Bispinghof is een uit twee gebouwencomplexen bestaand landgoed. Het Gutshaus (als cultureel centrum in gebruik, met name voor beoefenaren van de schilderkunst en voor hen, die deze willen leren) dateert uit de 19e eeuw en de Kornhof  (als lutherse kerk in gebruik) uit de 18e eeuw.  Beperkt toegankelijk.
- Tussen Nordwalde, Altenberge en Greven loopt sinds 2004 een paardrij-route, die is aangepast voor ruiters en amazones met een handicap.

## Afbeeldingen

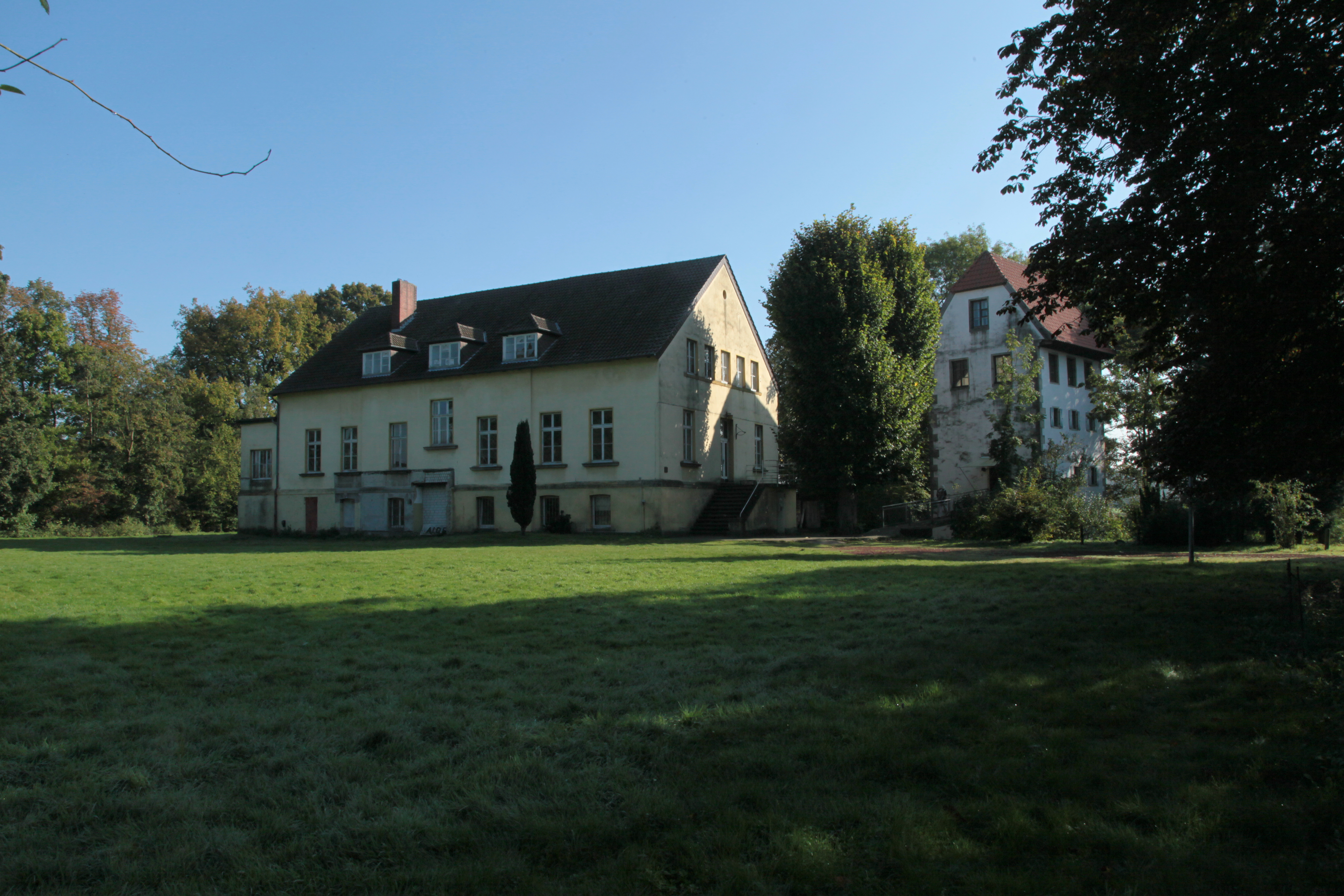
Bispinghof
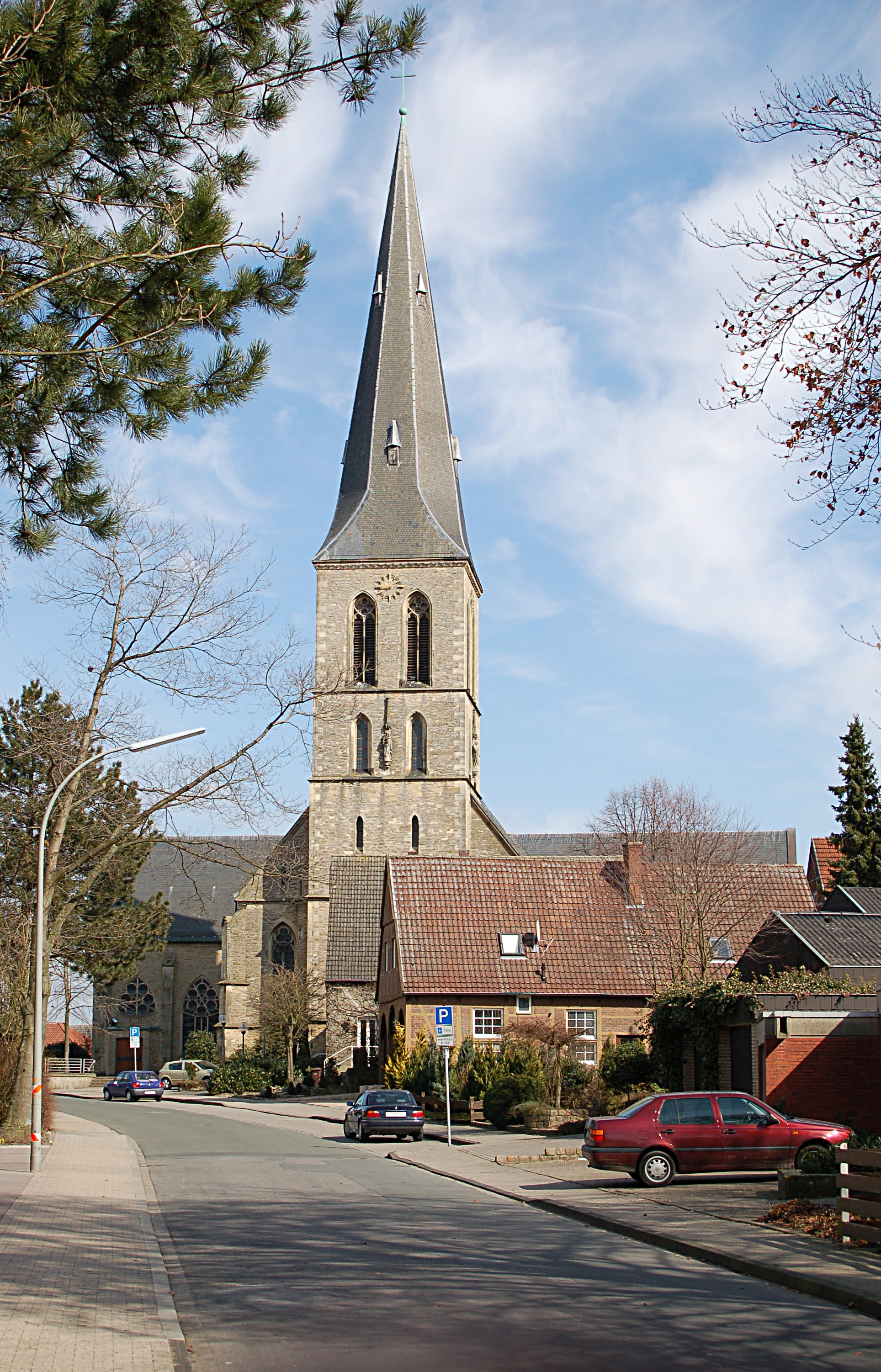
R.K. St.-Dionysiuskerk
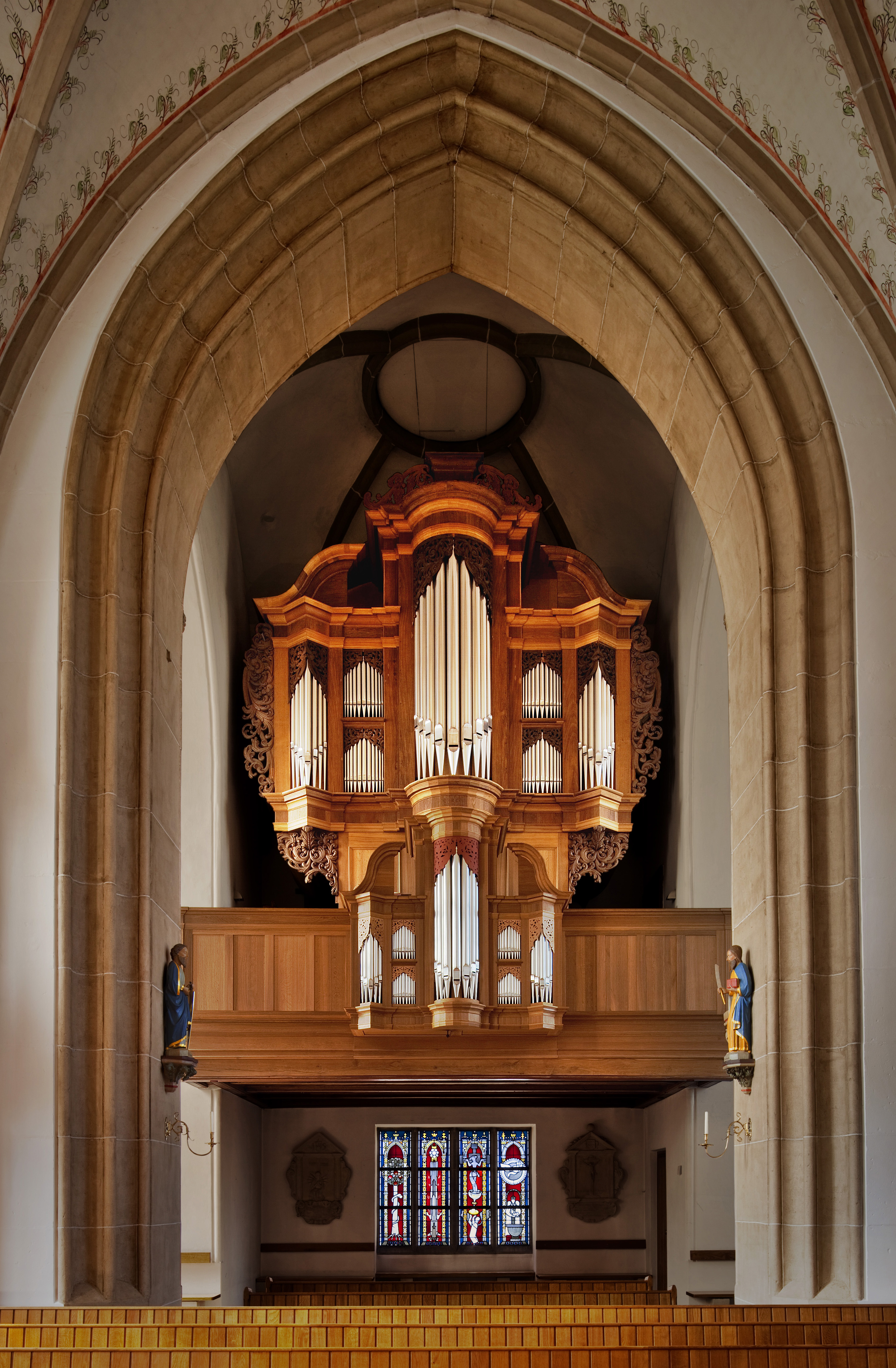
Orgel in deze kerk
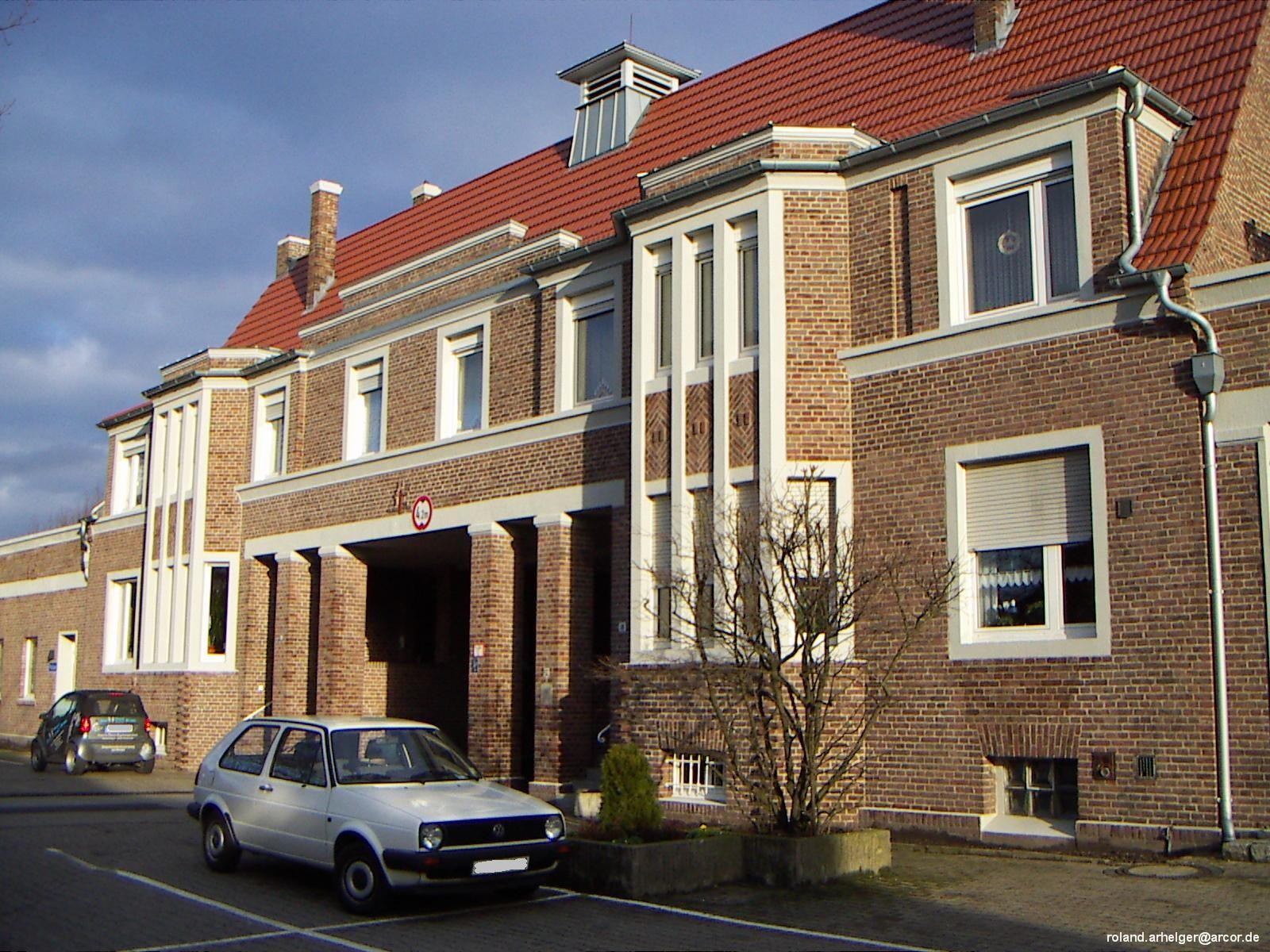
Voormalig brandweergebouw[2] (bouwjaar 1926)

## Belangrijke personen in relatie tot de gemeente
- August Hanning (geboren op 16 februari 1946 in Nordwalde), Duits oud-politicus. Hij was van 1998 tot 2005 voorzitter van de Bundesnachrichtendienst (BND). Daarna was hij van 2005-2009 staatssecretaris op het Duitse Bondsministerie van Binnenlandse Zaken.
- Stefan Bücker (geboren op 14 juli 1959 in Münster), Duits schaakmeester, specialist in de studie van bijzondere openingen. Een door hem beschreven variant van het geweigerde koningsgambiet is internationaal bekend als Nordwalder variant. Bücker was geruime tijd lid van de schaakclub van Nordwalde. Bücker is, of was geruime tijd, inwoner van Nordwalde.

Altenberge · Emsdetten · Greven · Hopsten · Hörstel · Horstmar · Ibbenbüren · Ladbergen · Laer · Lengerich · Lienen · Lotte · Metelen · Mettingen · Neuenkirchen · Nordwalde · Ochtrup · Recke · Rheine · Saerbeck · Steinfurt · Tecklenburg · Westerkappeln · Wettringen